# Chileense parlementsverkiezingen 1941
De Chileense parlementsverkiezingen van 1945 vonden op 2 maart van dat jaar plaats. In zowel de Kamer van Afgevaardigden als de Senaat werd de Partido Radical de grootste.

## Uitslagen

### Kamer van Afgevaardigden
| Partij                         | Stemmen | Percentage | Zetels | Verschil |
| ------------------------------ | ------- | ---------- | ------ | -------- |
| Partido Radical                | 98.296  | 21,5       | 44     | +15      |
| Partido Conservador            | 77.243  | 16,9       | 32     | –3       |
| Partido Socialista             | 75.500  | 16,8       | 15     | –4       |
| Partido Progresista Nacional   | 65.671  | 14,4       | 17     | +11      |
| Partido Liberal                | 63.118  | 13,8       | 22     | –13      |
| Partido Democrático            | 19.202  | 4,2        | 6      | +1       |
| Falange Nacional               | 15.553  | 3,4        | 3      | —        |
| Vanguardia Popular Socialista  | 11.175  | 2,5        | 2      | —        |
| Partido Agrario                | 7.723   | 1,7        | 3      | +1       |
| Partido Demócrata              | 6.389   | 1,4        | 2      | –5       |
| Partido Radical Socialista     | 5.076   | 1,1        | 1      | —        |
| Alianza Popular Libertadora    | 2.268   | 0,5        | 0      | —        |
| Andere partijen                | 9.217   | 2,0        | 0      | –        |
| Onafhankelijken                | 1.058   | 0,2        | 0      | –3       |
| Ongeldige/blanco stemmen       |         | –          | –      | –        |
| Totaal                         | 457.489 | 100        | 147    | +1       |
| Geregistreerde kiezers/opkomst | 575.625 |            | –      | –        |
| Bron: Nohlen                   |         |            |        |          |

### Senaat
- 20 van de 45 zetels verkiesbaar

| Partij                       | Stemmen | Percentage | Zetels |
| ---------------------------- | ------- | ---------- | ------ |
| Partido Conservador          | 52.540  | 22,5       | 5      |
| Partido Radical              | 49.719  | 21,3       | 6      |
| Partido Liberal              | 37.965  | 16,3       | 3      |
| Partido Socialista           | 37.857  | 16,2       | 2      |
| Partido Progresista Nacional | 28.449  | 12,2       | 3      |
| Partido Democrático          | 12.924  | 5,5        | 0      |
| Partido Laborista            | 5.877   | 2,5        | 0      |
| Partido Agrario              | 3.855   | 1,7        | 1      |
| Partido Demócrata            | 2.339   | 1,0        | 0      |
| Falange Nacional             | 1.228   | 1,6        | 0      |
| Alianza Popular Libertadora  | 762     | 0,3        | 0      |
| Blanco en ongeldige stemmen  | 4.910   | –          | –      |
| Totaal                       | 238,485 | 100        | 20     |
| Bron: Nohlen                 |         |            |        |

Totale samenstelling Senaat
| Partij               | Zetels |
| -------------------- | ------ |
| Liberal              | 9      |
| Conservador          | 11     |
| Radical              | 13     |
| Democrático          | 2      |
| Agrario              | 1      |
| Socialista           | 5      |
| Progresista Nacional | 4      |
| Totaal               | 45     |